# Louis Pertuis de Montfaucon
Louis, Eugène, Gabriel Pertuis de Montfaucon, né le 22 juillet 1790 à Montfaucon (Gard) et mort le 16 juillet 1842 dans la même ville, est un homme politique français.

## Biographie
Il est nommé chevalier de la Légion d'honneur le 22 août 1815. Il est décédé quelques jours après sa réélection au poste de député de Vaucluse.

## Carrière politique
- Élu maire d'Avignon en 1830
- Élu député de Vaucluse en 1840, et réélu en 1842.